# 박지호 (축구인)
박지호(朴志鎬, 1970년 7월 4일 ~ )는 대한민국의 전 축구 선수이자 현 축구 감독이다. 현역 시절 포지션은 수비수였다.

## 선수 경력
선수 시절 안양 LG 치타스와 포항 스틸러스, 천안 일화 천마의 선수로 활동했으며, 포항 스틸러스 소속으로 1996-97 아시안 클럽 챔피언십에 참가해 천안 일화 천마와의 결승전에서 골든골을 성공시켜 팀의 2-1 승리를 견인하며 팀의 대회 우승에 크게 공헌하였다. 또한 1998년 중국 슈퍼 리그의 광저우 타이양선으로 이적해 활약한 바 있다.

## 지도자 경력
은퇴 이후 대한민국 축구 국가대표팀의 코치와 이천 대교의 코치를 거쳐 2008년 이천 대교의 감독으로 취임했으며, 2010년부터 2011년까지 충남 일화 천마의 감독을 맡았다.